# Hanna Melnyčenková
Hanna Anatolijivna Melnyčenková (ukrajinsky: Ганна Анатоліївна Мельниченко; * 24. dubna 1983 Tbilisi, Gruzínská SSR) je ukrajinská atletka, jejíž specializací je halový pětiboj a sedmiboj pod širým nebem. V roce 2013 vybojovala v Moskvě výkonem 6 586 bodů titul mistryně světa v sedmiboji.

## Kariéra
Na evropském poháru ve vícebojích v Bydhošti v roce 2005 obsadila výkonem 5 809 bodů 9. místo. Na velkém atletickém šampionátu se poprvé představila v roce 2006 na evropském šampionátu v Göteborgu, kde sedmiboj dokončila na 16. místě (5 942 bodů). Na halovém ME 2007 v Birminghamu absolvovala pětiboj (60 m překážek., skok do výšky, vrh koulí, skok daleký, běh na 800 metrů), ve kterém nasbírala 4 397 bodů, což stačilo na celkové 10. místo. V témže roce vybojovala výkonem 5 852 bronzovou medaili na světové letní univerziádě v thajském Bangkoku. Na MS v atletice 2007 v japonské Ósace závod ukončila po první disciplíně sedmiboje (běh na 100 m překážek).
V roce 2008 si vylepšila na evropském poháru ve vícebojích v nizozemském Hengelu osobní rekord na 6 306 bodů. Na Letních olympijských hrách 2008 v Pekingu skončila na celkovém 14. místě (6 165 bodů). Na MS v atletice 2009 v Berlíně si vytvořila ve třech disciplínách nová maxima (běh na 200 m, skok daleký, běh na 800 m) a celkově získala 6 414 bodů. Tímto výsledkem obsadila 6. místo. Bronzovou medaili vybojovala Polka Kamila Chudziková, která získala o 57 bodů víc.
Na Mistrovství Evropy v atletice 2010 v Barceloně v páté disciplíně (skok daleký) nezaznamenala platný pokus a po následující disciplíně (hod oštěpem) již do závěrečného běhu na 800 metrů nenastoupila. Na halovém MS 2012 v Istanbulu obsadila 7. místo (4 623 bodů). V roce 2012 podruhé v kariéře reprezentovala na Letních olympijských hrách, které se konaly v Londýně. V sedmi disciplínách nasbírala 6 392 bodů a obsadila 10. místo.

### Osobní rekordy
- pětiboj (hala) – 4 748 bodů – 16. února 2012, Sumy
- sedmiboj (dráha) – 6 586 bodů – 13. srpna 2013, Moskva